# Franziskus-Kolleg

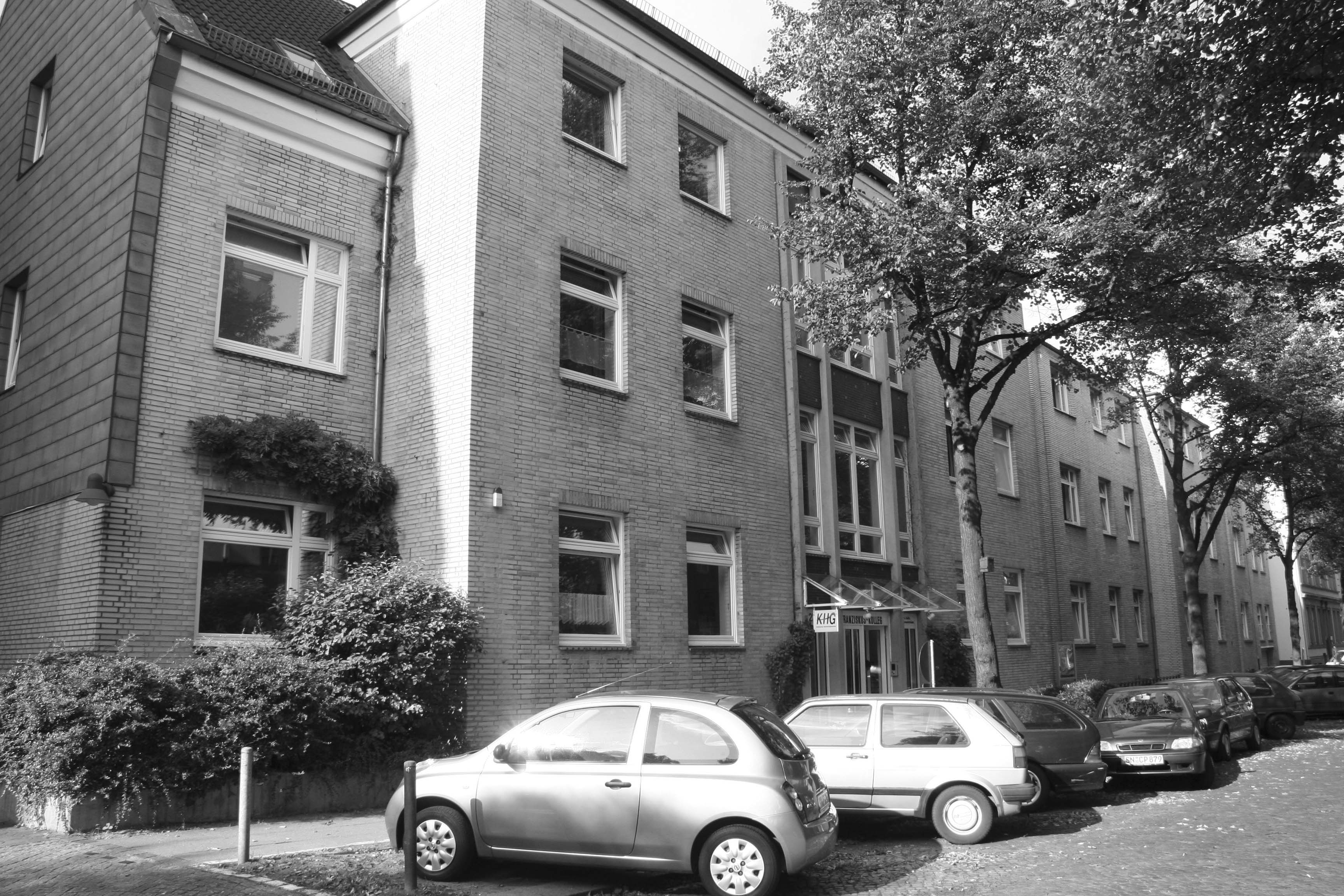
Der aktuelle Eingang des Franziskus-Kollegs Hamburg an der Sedanstraße

Das Franziskus-Kolleg ist ein internationales katholisches Studentenwohnheim, das unmittelbar in Campusnähe der Universität Hamburg liegt. Gelegen an der Sedanstraße 23, wird es von Franziskanern geleitet, die es 1958 zu diesem Zweck der jüdischen Gemeinde abkauften. Seit 1886 hatte hier die Deutsch-Israelitische Gemeinde mit Unterbrechungen ein jüdisches Altenhaus betrieben. 1974 bauten die Franziskaner auf ihrem Grundstück ein weiteres Gebäude; im Haus Sedanstraße 24 wohnen seitdem Familien und Paare. 2001 zog die Katholische Hochschulgemeinde (KHG) mit ihren Gemeinderäumen von der Rentzelstraße in Teile des Urgebäudes ein und wird seitdem ebenfalls von den Franziskanern betreut.

## Geschichte

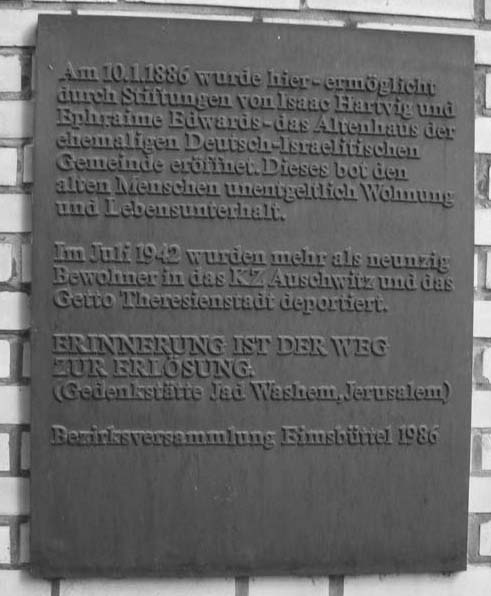
Die Gedenktafel des Franziskus-Kollegs in Hamburg, Sedanstraße 23.

### Jüdische Vorgeschichte des Gebäudes
„Erinnerung ist der Weg zur Erlösung“, steht auf der Gedenktafel am ehemaligen Haupteingang des einstigen Altenhauses der Deutsch-Israelitischen Gemeinde. Weiter steht dort zu lesen:

„Am 10.1.1886 wurde hier – ermöglicht durch Stiftungen von Isaac Hartvig und Ephraime Edwards – das Altenhaus der ehemaligen Deutsch-Israelitischen Gemeinde eröffnet. Dieses bot den alten Menschen unentgeltlich Wohnung und Lebensunterhalt. Im Juli 1942 wurden mehr als neunzig Bewohner in das KZ Auschwitz und das Ghetto Theresienstadt deportiert.“

Nach dem Krieg betrieb die Deutsch-Israelitische Gemeinde hier wieder ein Altenhaus und hatte durch die vielen zerstörten Gebetshäuser besonders hohe Nachfrage auf den Synagogen-Raum im ersten Stock. Schließlich entschied sich die Gemeinde zu einem Neubau an der Schäferkampsallee und verkaufte das Gebäude im Jahr 1958 an die Franziskaner.

### Studentenwohnheim seit 1958

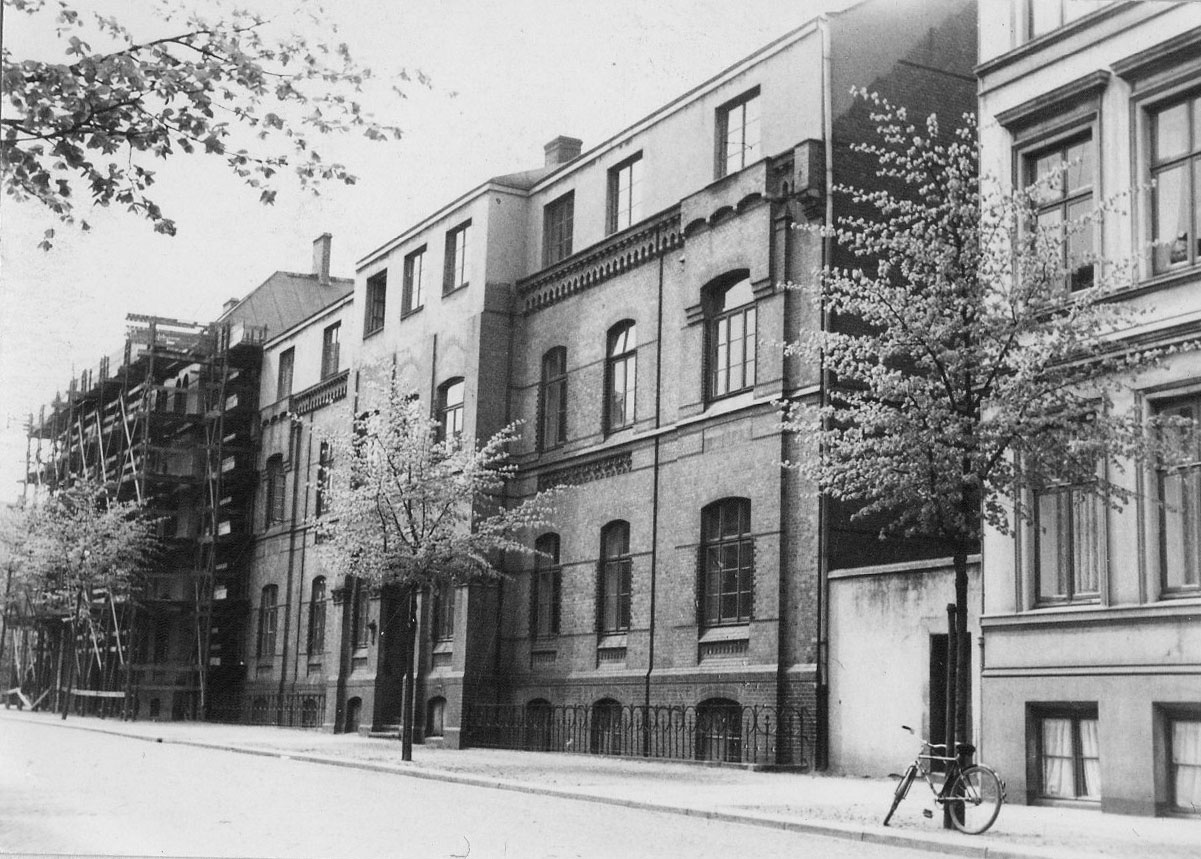
Das Franziskuskolleg an der Sedanstraße in Hamburg in den 50er Jahren

Das Haus war in einem erbärmlichen Zustand, und Geld für die Instandsetzung war knapp und schwer aufzutreiben. Am 26. September 1958 wurden vom Provinzial die ersten Obödienzen (Versetzungen) für Hamburg ausgestellt. P. Stephan Richter, P. Patrizius Herzog, Br. Willibald Krimphove und Br. Cornelius Dornbracht bildeten den ersten Konvent von Hamburg.
Im Jahr 2008 konnten die Franziskaner auf 50 Jahre ihrer Hausgeschichte zurückblicken: 160 Studentinnen und Studenten aus mehr als 45 Nationen und 24 Kinder leben aktuell (Winter 2008/2009) in den beiden Häusern der Franziskanergemeinschaft. Studierende aus unterschiedlichen Kulturen, Religionen und Konfessionen: Es sind junge Menschen aus Afrika, Asien, aus den arabischen Ländern und dem Nahen Osten, aus Südamerika und Europa – aus Deutschland kommen 25 Studenten. Untergebracht sind sie in 75 Einzelzimmern in Haus 23 und in 42 Appartements in Haus 24. In Haus 23 leben die Studenten in Flurgemeinschaften, teilen sich eine Küche und die sanitären Anlagen. Auch stehen den Bewohnern der beiden Häuser Studierzimmer zur Verfügung, ferner für Freizeitaktivitäten ein Clubraum, eine Bar, ein Tischtennisraum und ein Musikraum zum Üben. Im großen Saal versammeln sich die Studierenden zu Hausversammlungen, Treffen und Festen. In der Kapelle werden regelmäßig Gottesdienste mit den Studierenden angeboten.

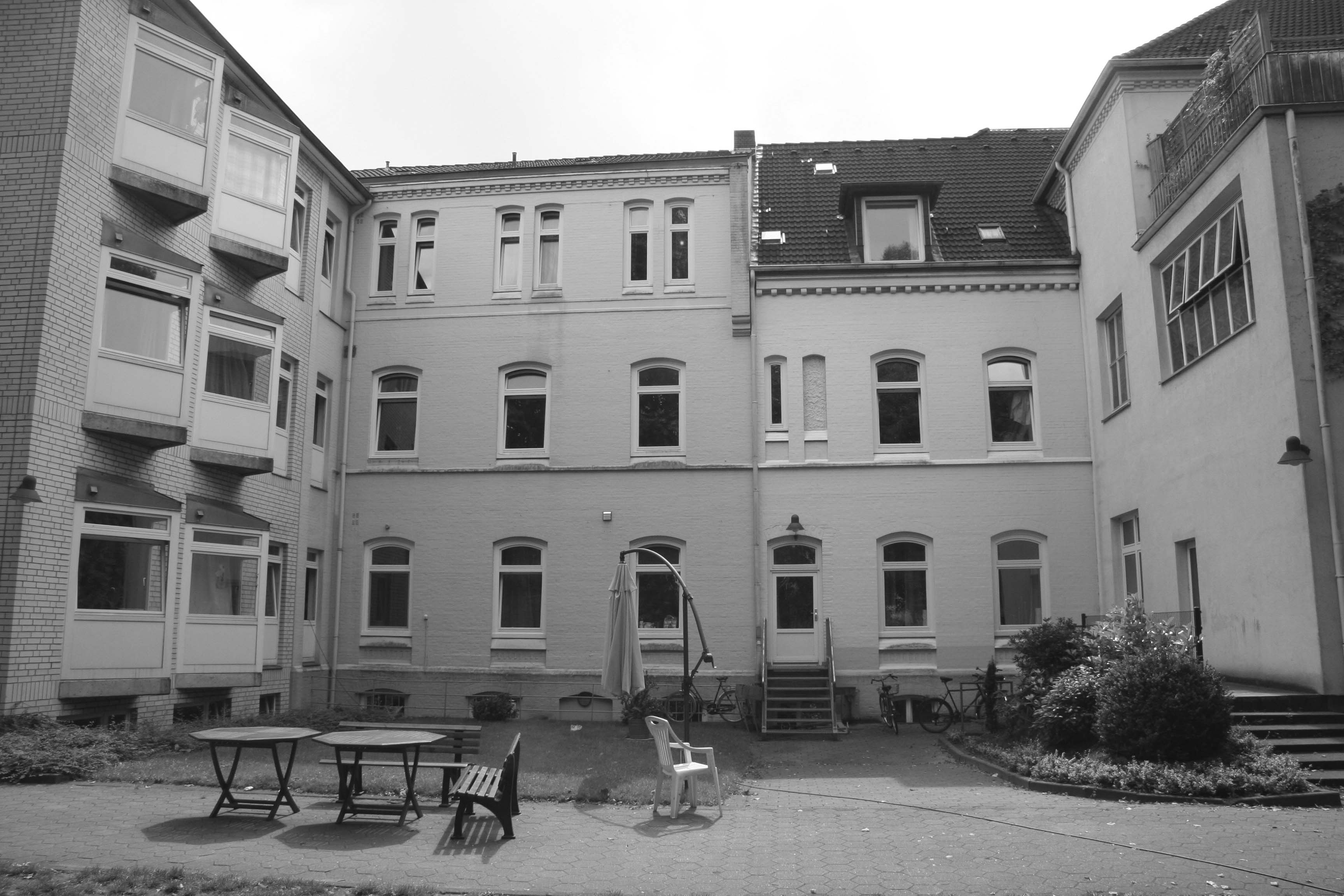
Das Franziskus-Kolleg von der Gartenseite aus

### Die Leiter des Franziskus-Kollegs
- P. Stephan Richter (1958 – 1961)
- P. Columban Rüberg (1961 – 1967)
- P. Rudolf Klapheck (1967 – 1986)
- P. Stefan Seibert (1986 – 2004)
- P. Andreas Kohlbrecher (2004 – 2007)
- P. Ronald Wessel (2007–2019)
- P. Frank Krampf (seit 2019)